# Miss América Latina
Miss América Latina o Miss América Latina del Mundo è un concorso di bellezza internazionale che si tiene annualmente. Il concorso è gestito dalla organizzazione Miss América Latina Organization.
A dispetto del nome, il concorso non è limitato alle nazioni dell'America Latina, ma è rivolto alle donne di tutto il mondo che hanno origini latino-americane. Ogni anno partecipano circa venti concorrenti.
Il concorso è stato fondato nei primi anni ottanta e la prima edizione si è tenuta nel 1981 a Miami negli Stati Uniti d'America. Nelle prime due edizioni il concorso era aperto soltanto a concorrenti provenienti da paesi dell'America Latina. Nel 1983 il concorso è stato aperto a concorrenti provenienti da tutto il mondo.

## Albo d'oro
| Anno | Vincitrice              | Nazionalità           | Città ospite                                |
| ---- | ----------------------- | --------------------- | ------------------------------------------- |
| 1981 | Lesley Quintanilla^     | Stati Uniti           | Miami, Florida, Stati Uniti d'America       |
| 1982 | Martha Álvarez^         | Stati Uniti           | Miami, Florida, Stati Uniti d'America       |
| 1983 | María Rosa              | Porto Rico            | Miami, Florida, Stati Uniti d'America       |
| 1984 | Mirla Ochoa             | Venezuela             | Miami Beach, Florida, Stati Uniti d'America |
| 1985 | Victoria Mauríz         | Repubblica Dominicana | Miami Beach, Florida, Stati Uniti d'America |
| 1986 | Lucia Collado           | Repubblica Dominicana | San José, Costa Rica                        |
| 1987 | Lorenia Burruel         | Messico               | Santa Cruz de la Sierra, Bolivia            |
| 1988 | Lorenia Burruel         | Messico               | Non svolto                                  |
| 1989 | Suzanne Hannaux         | El Salvador           | Hermosillo, Sonora, Messico                 |
| 1990 | Vanessa Holler          | Venezuela             | San Salvador, El Salvador                   |
| 1991 | María Elena Bellido     | Perù                  | Buenos Aires, Argentina                     |
| 1992 | Ana Sofía Pereira       | Nicaragua             | Guayaquil, Ecuador                          |
| 1993 | María Fernanda Morales  | Guatemala             | Città del Guatemala, Guatemala              |
| 1994 | Priscila Furlan         | Brasile               | Guayaquil, Ecuador                          |
| 1995 | Priscila Furlan         | Brasile               | Non svolto                                  |
| 1996 | Jeannette Chávez        | Costa Rica            | Lima, Perù                                  |
| 1997 | Jeannette Chávez        | Costa Rica            | Non svolto                                  |
| 1998 | Aline Resende           | Brasile               | Costa del Sol, El Salvador                  |
| 1999 | Aline Resende           | Brasile               | Non svolto                                  |
| 2000 | Dania Prince            | Honduras              | Città del Guatemala, Guatemala              |
| 2001 | Grace Martins           | Brasile               | Montélimar, Nicaragua                       |
| 2002 | Claudia Cruz            | Repubblica Dominicana | Bávaro Beach, Repubblica Dominicana         |
| 2003 | Maria Carolina Casado   | Venezuela             | Playa Tambor, Costa Rica                    |
| 2004 | Gamalis Fermín          | Porto Rico            | Cancún, Quintana Roo, Messico               |
| 2005 | Mariela Candia          | Paraguay              | Punta Cana, Repubblica Dominicana           |
| 2006 | Melissa Quesada         | Stati Uniti           | Riviera Maya, Quintana Roo, Messico         |
| 2007 | Giannina Silva          | Uruguay               | Riviera Maya, Quintana Roo, Messico         |
| 2007 | Heidi Garcia            | Guatemala             | Riviera Maya, Quintana Roo, Messico         |
| 2008 | Daniele Sampaio         | Italia                | Punta Cana, Repubblica Dominicana           |
| 2009 | Johanna Solano          | Costa Rica            | Punta Cana, Repubblica Dominicana           |
| 2010 | Carolina Lemus          | Colombia              | Punta Cana, Repubblica Dominicana           |
| 2011 | Estefani Chalco         | Ecuador               | Punta Cana, Repubblica Dominicana           |
| 2012 | Georgina Méndez         | Guatemala             | Playa del Carmen, Quintana Roo, Messico     |
| 2013 | Julia Guerra            | Brasile               | Riviera Maya, Quintana Roo, Messico         |
| 2014 | Nicole Pinto (rinuncia) | Panama                | Punta Cana, Repubblica Dominicana           |
| 2014 | Yanire Ortiz            | Spagna                | Punta Cana, Repubblica Dominicana           |
| 2015 | Karla Monje             | Stati Uniti           | Riviera Maya, Quintana Roo, Messico         |
| 2016 | Laura Spoya             | Perù                  | Riviera Maya, Quintana Roo, Messico         |
| 2017 | Elicena Andrada         | Spagna                | Bahías de Huatulco, Messico                 |
| 2018 | Nadine Teresa Verhulp   | Paesi Bassi           | Punta Cana, Repubblica Dominicana           |
| 2019 | Nancy Gómez             | Messico               | Punta Cana, Repubblica Dominicana           |
| 2020 | Nancy Gómez             | Messico               | Non svolto                                  |
| 2021 | Yosdany Navarro         | Venezuela             | Punta Cana, Repubblica Dominicana           |
| 2022 | María Fátima Gaspar     | Portogallo            | Punta Cana, Repubblica Dominicana           |
| 2023 | Ana Paula Caudana       | Argentina             | Punta Cana, Repubblica Dominicana           |